# Dreiband-Weltmeisterschaft für Nationalmannschaften 2003

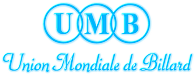
Logo UMB (ausrichtender Verband)

Veranstaltungsort: Viersen

Die Dreiband-Weltmeisterschaft für Nationalmannschaften 2003 war die 17. Auflage dieses Turniers, das seit 1981 in der Regel jährlich in der Billardvariante Dreiband ausgetragen wird. Sie fand vom 13. bis zum 16. Februar 2003 in Viersen statt. 

## Turnierkommentar
Im Spiel um Platz 3 kam es zur Neuauflage des Finales aus dem Vorjahr, zwischen Titelverteidiger Deutschland (Team A) mit den Spielern Christian Rudolph/Martin Horn und der ersten Mannschaft der Niederlande. Diesmal waren jedoch Dick Jaspers und Raimond Burgman erfolgreich und kamen mit einem 0:2-Sieg aufs Treppchen. Sieger wurden Tayfun Taşdemir (Dritter des Vorjahres) und Semih Saygıner aus der Türkei, vor dem griechischen Youngsterteam mit den Juniorenweltmeistern Filipos Kasidokostas (2004) und Nikos Polychronopoulos (1999). 
Die zweite Mannschaft aus Deutschland erreichte ebenfalls die Endrunde und musste im Viertelfinale gegen die Türken spielen. Johann Schirmbrand, Teamweltmeister von 1997, geriet in seinem Spiel gegen Saygıner regelrecht unter die Räder, eine 0:3-Niederlage war die Folge. Da half auch der Sieg von Stefan Galla mit 3:1 nichts mehr. Beide waren damit ausgeschieden. Die Österreicher waren, nach einer starken Vorrunde, nicht mehr in der Lage den jungen Griechen den Sieg streitig zu machen. Andreas Efler wurde in nur insgesamt 30 Aufnahmen in drei Sätzen von Kasidokostas mit 8:15, 8:15 und 13:15 des Platzes verwiesen. Gerhard Kostistansky konnte seinem Kontrahenten Polychronopoulos zwar einen hart umkämpften 5-Satz-Sieg abringen, letztendlich aber die Gesamtniederlage damit nicht verhindern.

## Spielmodus
Es nahmen 24 Mannschaften am Turnier teil. Jedes Team bestand aus zwei Spielern. Gespielt wurde in acht 3er Gruppen A bis H. Die acht Gruppensieger kamen ins Viertelfinale. Der 3. Platz wurde ausgespielt. In den Gruppenspielen wurde auf zwei Gewinnsätze (Best of 3) und ab dem Viertelfinale auf drei Gewinnsätze (Best of 5) gespielt. 
Bei Punktegleichstand wird wie folgt gewertet:
1. Matchpunkte (MP)
2. Satzverhältnis (SV)
3. Mannschafts-Generaldurchschnitt (MGD)

## Teilnehmer
| Nation             | Gruppe | Spieler 1              | Spieler 2            |
| ------------------ | ------ | ---------------------- | -------------------- |
| Ägypten            | H      | Ihab el Messery        | Maged Elias          |
| Belgien            | E      | Jozef Philipoom        | Frédéric Caudron     |
| Dänemark A         | F      | Dion Nelin             | Tonny Carlsen        |
| Dänemark B         | B      | Erling Sjorup          | Thomas Andersen      |
| Deutschland A      | A      | Christian Rudolph      | Martin Horn          |
| Deutschland B      | E      | Johann Schirmbrand     | Stefan Galla         |
| Frankreich         | E      | Jean-Christophe Roux   | Jérémy Bury          |
| Griechenland       | G      | Nikos Polychronopoulos | Filipos Kasidokostas |
| Japan              | D      | Akira Hida             | Yoichiro Mori        |
| Jordanien          | C      | Moyed Haddadin         | Hezef Saheb          |
| Südkorea           | H      | Hwang Deuk-hee         | Kim Yoon-suk         |
| Mexiko             | G      | Rodolfo Covarrubias    | Miguel Avila         |
| Niederlande A      | B      | Dick Jaspers           | Raimond Burgman      |
| Niederlande B      | F      | Jean Paul de Bruijn    | John Tijssens        |
| Österreich         | H      | Andreas Efler          | Gerhard Kostistansky |
| Peru               | C      | Ramon Rodriguez        | Javier Serrano       |
| Portugal           | A      | Manuel-Rui Costa       | Jorge Theriaga       |
| Schweden           | D      | Torbjörn Blomdahl      | Michael Nilsson      |
| Schweiz            | F      | Jan Niederlander       | Jean-Michel Beckers  |
| Spanien            | B      | Daniel Sánchez         | José-Maria Quetglas  |
| Tschechien         | D      | Ivo Gazdos             | Stepan Kohout        |
| Türkei             | C      | Semih Saygıner         | Tayfun Taşdemir      |
| Vereinigte Staaten | A      | Adrian Viguera         | Michael Kang         |
| Vietnam            | G      | Hua Kien-Duc           | Dương Anh Vũ         |

## Gruppenphase

### Gruppe A
| Platz | Nation             | Sp. | G-U-V | MP  | SV  | MGD   | BEMD  |
| ----- | ------------------ | --- | ----- | --- | --- | ----- | ----- |
| 1     | Deutschland A      | 2   | 2-0-0 | 4:0 | 8:1 | 1,242 | 1,304 |
| 2     | Vereinigte Staaten | 2   | 1-0-1 | 2:2 | 5:5 | 1,127 | 1,456 |
| 3     | Portugal           | 2   | 0-0-2 | 0:4 | 1:8 | 0,920 | -     |

| Datum                   | Nation 1           | MGD   | MP  | SV  | MGD   | Nation 2           |
| ----------------------- | ------------------ | ----- | --- | --- | ----- | ------------------ |
| 13. Februar 2003 18:00h | Vereinigte Staaten | 1,456 | 2:0 | 4:1 | 0,840 | Portugal           |
| 14. Februar 2003 13:00h | Portugal           | 1,000 | 0:2 | 0:4 | 1,304 | Deutschland A      |
| 14. Februar 2003 21:00h | Deutschland A      | 1,192 | 2:0 | 4:1 | 0,857 | Vereinigte Staaten |

### Gruppe B
| Platz | Nation        | Sp. | G-U-V | MP  | SV  | MGD   | BEMD  |
| ----- | ------------- | --- | ----- | --- | --- | ----- | ----- |
| 1     | Niederlande A | 2   | 2-0-0 | 4:0 | 8:0 | 1,643 | 2,000 |
| 2     | Spanien       | 2   | 0-1-1 | 1:3 | 3:6 | 1,301 | 1,272 |
| 3     | Dänemark B    | 2   | 0-1-1 | 1:3 | 2:7 | 1,020 | 0,945 |

| Datum                   | Nation 1      | MGD   | MP  | SV  | MGD   | Nation 2      |
| ----------------------- | ------------- | ----- | --- | --- | ----- | ------------- |
| 13. Februar 2003 18:00h | Dänemark B    | 0,945 | 1:1 | 2:3 | 1,272 | Spanien       |
| 14. Februar 2003 18:00h | Niederlande A | 1,395 | 2:0 | 4:0 | 1,121 | Dänemark B    |
| 15. Februar 2003 10:00h | Spanien       | 1,357 | 0:2 | 0:4 | 2,000 | Niederlande A |

### Gruppe C
| Platz | Nation    | Sp. | G-U-V | MP  | SV  | MGD   | BEMD  |
| ----- | --------- | --- | ----- | --- | --- | ----- | ----- |
| 1     | Türkei    | 2   | 2-0-0 | 4:0 | 8:1 | 1,306 | 1,818 |
| 2     | Peru      | 2   | 1-0-1 | 2:2 | 4:4 | 1,188 | 1,111 |
| 3     | Jordanien | 2   | 0-0-2 | 0:4 | 1:8 | 0,483 | -     |

| Datum                   | Nation 1 | MGD   | MP  | SV  | MGD   | Nation 2  |
| ----------------------- | -------- | ----- | --- | --- | ----- | --------- |
| 13. Februar 2003 16:00h | Türkei   | 1,071 | 2:0 | 4:1 | 0,515 | Jordanien |
| 14. Februar 2003 11:00h | Peru     | 1,111 | 2:0 | 4:0 | 0,442 | Jordanien |
| 15. Februar 2003 10:00h | Türkei   | 1,818 | 2:0 | 4:0 | 1,322 | Peru      |

### Gruppe D
| Platz | Nation     | Sp. | G-U-V | MP  | SV  | MGD   | BEMD  |
| ----- | ---------- | --- | ----- | --- | --- | ----- | ----- |
| 1     | Schweden   | 2   | 2-0-0 | 4:0 | 8:1 | 1,295 | 1,675 |
| 2     | Tschechien | 2   | 0-1-1 | 1:3 | 3:6 | 0,801 | 1,016 |
| 3     | Japan      | 2   | 0-1-1 | 1:3 | 3:7 | 0,795 | 0,850 |

| Datum                   | Nation 1   | MGD   | MP  | SV  | MGD   | Nation 2   |
| ----------------------- | ---------- | ----- | --- | --- | ----- | ---------- |
| 13. Februar 2003 16:00h | Schweden   | 1,034 | 2:0 | 4:0 | 0,571 | Tschechien |
| 14. Februar 2003 11:00h | Tschechien | 1,016 | 1:1 | 3:2 | 0,850 | Japan      |
| 14. Februar 2003 19:00h | Japan      | 0,710 | 0:2 | 1:4 | 1,675 | Schweden   |

### Gruppe E
| Platz | Nation        | Sp. | G-U-V | MP  | SV  | MGD   | BEMD  |
| ----- | ------------- | --- | ----- | --- | --- | ----- | ----- |
| 1     | Deutschland B | 2   | 1-1-0 | 3:1 | 7:2 | 1,532 | 1,944 |
| 2     | Belgien       | 2   | 1-1-0 | 3:1 | 6:3 | 1,671 | 2,068 |
| 3     | Frankreich    | 2   | 0-0-2 | 0:4 | 1:8 | 0,902 | -     |

| Datum                   | Nation 1      | MGD   | MP  | SV  | MGD   | Nation 2      |
| ----------------------- | ------------- | ----- | --- | --- | ----- | ------------- |
| 13. Februar 2003 14:00h | Frankreich    | 0,666 | 0:2 | 0:4 | 2,068 | Belgien       |
| 13. Februar 2003 22:00h | Deutschland B | 1,267 | 2:0 | 4:1 | 1,018 | Frankreich    |
| 14. Februar 2003 17:00h | Belgien       | 1,342 | 1:1 | 2:3 | 1,944 | Deutschland B |

### Gruppe F
| Platz | Nation        | Sp. | G-U-V | MP  | SV  | MGD   | BEMD  |
| ----- | ------------- | --- | ----- | --- | --- | ----- | ----- |
| 1     | Niederlande B | 2   | 1-1-0 | 3:1 | 6:2 | 1,138 | 1,250 |
| 2     | Dänemark A    | 2   | 1-1-0 | 3:1 | 6:3 | 1,257 | 1,431 |
| 3     | Schweiz       | 2   | 0-0-2 | 0:4 | 1:8 | 0,781 | -     |

| Datum                   | Nation 1      | MGD   | MP  | SV  | MGD   | Nation 2      |
| ----------------------- | ------------- | ----- | --- | --- | ----- | ------------- |
| 13. Februar 2003 14:00h | Dänemark A    | 1,431 | 2:0 | 4:1 | 0,980 | Schweiz       |
| 14. Februar 2003 22:00h | Schweiz       | 0,565 | 0:2 | 0:4 | 1,250 | Niederlande B |
| 15. Februar 2003 17:00h | Niederlande B | 1,021 | 1:1 | 2:2 | 1,065 | Dänemark B    |

### Gruppe G
| Platz | Nation       | Sp. | G-U-V | MP  | SV  | MGD   | BEMD  |
| ----- | ------------ | --- | ----- | --- | --- | ----- | ----- |
| 1     | Griechenland | 2   | 2-0-0 | 4:0 | 8:1 | 1,326 | 1,621 |
| 2     | Mexiko       | 2   | 1-0-1 | 2:2 | 4:5 | 1,122 | 1,047 |
| 3     | Vietnam      | 2   | 0-0-2 | 0:4 | 2:8 | 0,881 | -     |

| Datum                   | Nation 1     | MGD   | MP  | SV  | MGD   | Nation 2     |
| ----------------------- | ------------ | ----- | --- | --- | ----- | ------------ |
| 13. Februar 2003 12:00h | Vietnam      | 0,750 | 0:2 | 1:4 | 1,137 | Griechenland |
| 14. Februar 2003 20:00h | Mexiko       | 1,047 | 2:0 | 4:1 | 1,000 | Vietnam      |
| 15. Februar 2003 15:00h | Griechenland | 1,621 | 2:0 | 4:0 | 1,257 | Mexiko       |

### Gruppe H
| Platz | Nation     | Sp. | G-U-V | MP  | SV  | MGD   | BEMD  |
| ----- | ---------- | --- | ----- | --- | --- | ----- | ----- |
| 1     | Österreich | 2   | 2-0-0 | 4:0 | 8:1 | 1,149 | 1,304 |
| 2     | Südkorea   | 2   | 1-0-1 | 2:2 | 4:4 | 0,923 | 1,000 |
| 3     | Ägypten    | 2   | 0-0-2 | 0:4 | 1:8 | 0,661 | -     |

| Datum                   | Nation 1   | MGD   | MP  | SV  | MGD   | Nation 2   |
| ----------------------- | ---------- | ----- | --- | --- | ----- | ---------- |
| 13. Februar 2003 12:00h | Ägypten    | 0,636 | 0:2 | 1:4 | 1,044 | Österreich |
| 14. Februar 2003 20:00h | Südkorea   | 1,000 | 2:0 | 4:0 | 0,689 | Ägypten    |
| 15. Februar 2003 15:00h | Österreich | 1,304 | 2:0 | 4:0 | 0,818 | Südkorea   |

## Finalrunde
|  | Viertelfinale Best of 5  | Viertelfinale Best of 5  |                          |                          | Halbfinale Best of 5     | Halbfinale Best of 5 |  |  | Finale Best of 5         | Finale Best of 5         |
|  |                          |                          |                          |                          |                          |                      |  |  |                          |                          |
|  | 15. Februar 2003; 13:00h |                          |                          |                          |                          |                      |  |  |                          |                          |
|  | Deutschland A            | 2:0/6:2/1,333            |                          |                          |                          |                      |  |  |                          |                          |
|  | Deutschland A            | 2:0/6:2/1,333            | 15. Februar 2003; 19:00h |                          |                          |                      |  |  |                          |                          |
|  | Schweden                 | 0:2/2:6/1,227            |                          |                          |                          |                      |  |  |                          |                          |
|  | Schweden                 | 0:2/2:6/1,227            | Deutschland A            | 0:2/3:5/1,333            |                          |                      |  |  |                          |                          |
|  |                          |                          | Deutschland A            | 0:2/3:5/1,333            |                          |                      |  |  |                          |                          |
|  |                          | Griechenland             | 2:0//5:3/1,515           |                          |                          |                      |  |  |                          |                          |
|  | Österreich               | Griechenland             | 2:0//5:3/1,515           | 1:1/3:5/1,197            |                          |                      |  |  |                          |                          |
|  | Österreich               |                          |                          | 1:1/3:5/1,197            |                          |                      |  |  |                          |                          |
|  | Griechenland             | 1:1/5:3/1,583            |                          | 16. Februar 2003; 14:00h | 16. Februar 2003; 14:00h |                      |  |  |                          |                          |
|  | 15. Februar 2003; 13:00h | 15. Februar 2003; 13:00h | Griechenland             | 0:2/2:5/1,169            |                          |                      |  |  |                          |                          |
|  | 15. Februar 2003; 15:00h | 15. Februar 2003; 15:00h |                          | Türkei                   | 2:0/5:2/1,557            |                      |  |  |                          |                          |
|  | Niederlande A            | 2:0/6:1/1,958            |                          |                          |                          |                      |  |  |                          |                          |
|  | Niederlande B            | 0:2/1:6/1,044            |                          |                          |                          |                      |  |  |                          |                          |
|  | Niederlande B            | 0:2/1:6/1,044            | Niederlande A            | 1:1/4:4/1,411            |                          |                      |  |  |                          |                          |
|  |                          |                          | Niederlande A            | 1:1/4:4/1,411            | Spiel um Platz 3         |                      |  |  |                          |                          |
|  |                          | Türkei                   | 1:1/4:4/1,691            |                          |                          |                      |  |  |                          |                          |
|  | Türkei                   | Türkei                   | 1:1/4:4/1,691            | 1:14:3/1,161             | Deutschland A            | 0:2/2:4/1,459        |  |  |                          |                          |
|  | Türkei                   | 15. Februar 2003; 19:00h |                          | 1:14:3/1,161             | Deutschland A            | 0:2/2:4/1,459        |  |  |                          |                          |
|  | Deutschland B            | 1:1/3:4/1,208            |                          | Niederlande A            | 2:0/4:2/2,954            |                      |  |  |                          |                          |
|  | Deutschland B            | 1:1/3:4/1,208            |                          |                          | 2:0/4:2/2,954            |                      |  |  |                          |                          |
|  | 15. Februar 2003; 15:00h | 15. Februar 2003; 15:00h |                          |                          |                          |                      |  |  | 16. Februar 2003; 11:30h | 16. Februar 2003; 11:30h |

## Abschlusstabelle
| MP    | Match Punkte (Sieger = 2; Unentschieden = 1; Verlierer = 0) |
| SV    | Satzverhältnis (nur bei Turnieren im Satzsystem)            |
| Pkte. | Erzielte Karambolagen                                       |
| Aufn. | benötigte Aufnahmen                                         |
| GD    | Generaldurchschnitt                                         |
| MGD   | Mannschafts-Generaldurchschnitt                             |
| BED   | Bester Einzeldurchschnitt eines Spielers                    |
| BEMD  | Bester Einzeldurchschnitt einer Mannschaft                  |
| BSD   | Bester Satzdurchschnitt eines Spielers                      |
| HS    | Höchstserie                                                 |
| WRP   | Weltranglistenpunkte                                        |

| Phase           | Platz | Nation             | Sp. | G-U-V | MP   | PP  | SV    | Pkt. | Aufn. | MGD   | BMED  | HS |
| --------------- | ----- | ------------------ | --- | ----- | ---- | --- | ----- | ---- | ----- | ----- | ----- | -- |
| Finale          | 1     | Türkei             | 5   | 5-0-0 | 10:0 | 8:2 | 21:10 | 421  | 298   | 1,412 | 1,818 | 12 |
| Finale          | 2     | Griechenland       | 5   | 4-0-1 | 8:2  | 7:3 | 20:12 | 406  | 290   | 1,400 | 1,621 | 12 |
| Halb- finale    | 3     | Niederlande A      | 5   | 4-0-1 | 8:2  | 9:1 | 22:7  | 386  | 226   | 1,707 | 2,054 | 11 |
| Halb- finale    | 4     | Deutschland A      | 5   | 3-0-2 | 6:4  | 6:4 | 19:12 | 374  | 284   | 1,316 | 1,333 | 11 |
| Viertel- finale | 5     | Österreich         | 3   | 2-0-1 | 4:2  | 5:1 | 11:6  | 216  | 185   | 1,167 | 1,304 | 6  |
| Viertel- finale | 6     | Schweden           | 3   | 2-0-1 | 4:2  | 4:2 | 10:7  | 224  | 177   | 1,265 | 1,675 | 8  |
| Viertel- finale | 7     | Deutschland B      | 3   | 1-1-1 | 3:3  | 4:2 | 10:7  | 222  | 159   | 1,396 | 1,994 | 11 |
| Viertel- finale | 8     | Niederlande B      | 3   | 1-1-1 | 3:3  | 3:3 | 7:8   | 154  | 139   | 1,107 | 1,250 | 12 |
| Gruppen- phase  | 9     | Belgien            | 2   | 1-1-0 | 3:1  | 3:1 | 6:3   | 107  | 64    | 1,671 | 2,068 | 11 |
| Gruppen- phase  | 10    | Dänemark A         | 2   | 1-1-0 | 3:1  | 3:1 | 6:3   | 122  | 97    | 1,257 | 1,431 | 10 |
| Gruppen- phase  | 11    | Peru               | 2   | 1-0-1 | 2:2  | 2:2 | 4:4   | 101  | 85    | 1,188 | 1,111 | 6  |
| Gruppen- phase  | 12    | Vereinigte Staaten | 2   | 1-0-1 | 2:2  | 2:2 | 5:5   | 115  | 102   | 1,127 | 1,456 | 7  |
| Gruppen- phase  | 13    | Südkorea           | 2   | 1-0-1 | 2:2  | 2:2 | 4:4   | 96   | 104   | 0,932 | 1,000 | 5  |
| Gruppen- phase  | 14    | Mexiko             | 2   | 1-0-1 | 2:2  | 2:2 | 4:5   | 110  | 98    | 1,122 | 1,047 | 10 |
| Gruppen- phase  | 15    | Spanien            | 2   | 0-1-1 | 1:3  | 1:3 | 3:6   | 108  | 83    | 1,301 | 1,272 | 8  |
| Gruppen- phase  | 16    | Tschechien         | 2   | 0-1-1 | 1:3  | 1:3 | 3:6   | 93   | 116   | 0,801 | 1,016 | 5  |
| Gruppen- phase  | 17    | Japan              | 2   | 0-1-1 | 1:3  | 1:3 | 3:7   | 78   | 98    | 0,795 | 0,850 | 5  |
| Gruppen- phase  | 18    | Dänemark B         | 2   | 0-1-1 | 1:3  | 1:3 | 2:7   | 98   | 96    | 1,020 | 0,945 | 9  |
| Gruppen- phase  | 19    | Vietnam            | 2   | 0-0-2 | 0:4  | 0:4 | 2:8   | 104  | 118   | 0,881 | –     | 9  |
| Gruppen- phase  | 20    | Portugal           | 2   | 0-0-2 | 0:4  | 0:4 | 1:8   | 81   | 88    | 0,920 | –     | 5  |
| Gruppen- phase  | 21    | Frankreich         | 2   | 0-0-2 | 0:4  | 0:4 | 1:8   | 74   | 82    | 0,902 | –     | 6  |
| Gruppen- phase  | 22    | Schweiz            | 2   | 0-0-2 | 0:4  | 0:4 | 1:8   | 75   | 96    | 0,781 | –     | 6  |
| Gruppen- phase  | 23    | Ägypten            | 2   | 0-0-2 | 0:4  | 0:4 | 1:8   | 82   | 124   | 0,661 | –     | 7  |
| Gruppen- phase  | 24    | Jordanien          | 2   | 0-0-2 | 0:4  | 0:4 | 1:8   | 57   | 118   | 0,483 | –     | 5  |